# Atractus latifrons
Atractus latifrons este o specie de șerpi din genul Atractus, familia Colubridae, descrisă de Günther 1868. Conform Catalogue of Life specia Atractus latifrons nu are subspecii cunoscute.